# George Kraemer
George Vincent „Kinna“ Kraemer (* 20. Juni 1925 in Vada) ist ein ehemaliger schwedischer Eishockey-, Bandy- und Fußballspieler. Er bestritt sieben Länderspiele für die schwedische Eishockeynationalmannschaft.

## Werdegang
Nachdem Kraemer mit seiner Familie nach Stockholm in den Ortsteil Vasastaden gezogen war, spielte er ab 1938 in der Jugendmannschaft für Järva IS.  1942 wechselte er zum AIK, wo er zunächst ebenfalls im Jugendbereich aktiv war. Im September 1944 debütierte er bei der 0:1-Auswärtsniederlage gegen Helsingborgs IF in der Allsvenskan, konnte sich aber aufgrund der Konkurrenz um Henry Carlsson nicht in der Offensive durchsetzen und kam in den folgenden Jahren hauptsächlich in der Reservemannschaft zum Einsatz. Auch im Eishockey rückte er in den Kader der Erstligamannschaft von AIK auf, konnte sich aber ebenfalls nicht dauerhaft durchsetzen. Daher lief er ab 1946 zwei Spielzeiten für UoIF Matteuspojkarna auf, ehe er noch drei Jahre wieder für die Eishockeymannschaft von AIK auflief.
1951 wechselte Kraemer zu Hammarby IF, den er sowohl im Eishockey, im Fußball als auch 1954 für eine Spielzeit im Bandy repräsentierte. Im selben Jahr stieg er mit der vom ehemaligen Spieler Folke Adamsson trainierten Fußballmannschaft in die Allsvenskan auf. In der Spielzeit 1954/55 bestritt er 20 Erstligaspiele und trug mit zwei Saisontoren zum Klassenerhalt als Tabellensechster bei zwei Punkten Vorsprung auf den vom Göteborger Verein GAIS belegten besten Abstiegsplatz bei. Nach 14 Spielen in der folgenden Spielzeit lief er in der Spielzeit 1956/57 noch sechs Mal auf, am Ende der Saison stieg er jedoch mit dem Stockholmer Verein wieder ab. In der anschließenden Zweitligaspielzeit kam er noch zu fünf Spieleinsätzen, nach dem direkten Wiederaufstieg lief er nur noch in der Reservemannschaft auf.
1966 übernahm Kraemer als Nachfolger von Adamsson, der 19 Jahre die Mannschaft betreut hatte, den Trainerposten bei Hammarby IF und engagierte seinen langjährigen Mitspieler Tore Apelgren als Trainerassistent. Unter seiner Leitung stieg die zwischenzeitlich wieder zweitklassig antretende Mannschaft, in der erfahrene Spieler wie Sven Lindberg und der ehemalige Italien-Legionär und Vize-Weltmeister Lennart Skoglund neben jungen Talenten wie Kenneth Ohlsson, Tom Turesson und Ronnie Hellström aufliefen, als Tabellenführer mit fünf Punkten Vorsprung auf IFK Stockholm und IFK Eskilstuna am Saisonende in die Allsvenskan auf. Dennoch gab er das Traineramt auf und wurde durch Lars-Gösta Hall beerbt.
Ab dem Alter von 16 Jahren war Kraemer hauptberuflich als Feuerwehrmann tätig. 1951 zog er mit seiner 1944 geheirateten Frau in die Nähe des Söderstadion, bis 2013 Heimatstadion von Hammarby IF.